# Žikica Jovanović Španac
Živorad - Žikica Jovanović Španac (Valjevo, 1914. – Radanovci kod Kosjerića, 13. ožujka 1942.), srpski sudionik Drugog svjetskog rata koji se borio na partizanskoj strani, narodni heroj Jugoslavije. Sudjelovao je i u Španjolskom građanskom ratu.

## Životopis
Rođen je 1914. godine u Valjevu. Poslije završene osnovne škole upisao se u valjevsku gimnaziju, iz koje je kasnije izbačen jer je došao u dodir s radničkim pokretom i širio marksističke ideje. Daljnje školovanje nastavio je u Beogradu, gdje je kasnije počeo studirati jugoslavensku književnost na Filozofskom fakultetu. Tijekom studentskih dana još aktivnije sudjeluje u akcijama studenata beogradskog sveučilišta. Zbog svoje političke aktivnosti i opredijeljenosti za radnički pokret postao je član Komunističke partije Jugoslavije 1935. godine. Jedno vrijeme je radio i kao novinar Politike, odakle je izbačen 1936. godine.
Imao je 22 godine kada se 1937. godine, pred diplomski ispit, uputio u Španjolsku pomoći radnicima Madrida i Andaluzije u njihovoj borbi protiv fašizma. Borio se na strani Narodne republike Španjolske. Pred polazak u Španjolsku, rekao je svojim roditeljima da ide na studije u Francusku. Iz Španjolske je svojoj majci to u jednom pismu objasnio sljedećim riječima: „Majko, ja nisam mogao ostati slijep i gluh za boli i dozive čovječanstva. Ja to nisam mogao. Ja volim čovjeka. Ti si mi udahnula tu ljubav. Razumi to i, molim te, oprosti mi što sam ti nanio bol. Tebi i ocu...“ Poslije sloma Španjolske republike, 1939. godine, zajedno s ostalim borcima Internacionalnih brigada prešao je u Francusku, gdje je oko godinu dana proveo u logorima. Rujna 1940. godine, s jednom skupinom jugoslavenskih dobrovoljaca vratio su u Jugoslaviju. Odmah po dolasku u Kraljevinu Jugoslaviju je uhićen i ispitivan od strane specijalne policije. Ali ga to nije zaustavilo nastaviti svoje revolucionarno-pobunjeničke aktivnosti. Sudjelovao je u prosvjedima u Beogradu 27. ožujka 1941. godine. Kada je počeo Travanjski rat u Jugoslaviji, prijavio se kao dobrovoljac, ali ga Kraljevska vojska nije primila.
Poslije kapitulacije i okupacije Kraljevine Jugoslavije, zajedno s drugim komunistima radio je na organiziranju ustanka u zapadnoj Srbiji. Okružni komitet KPJ za Valjevo donio je 25. lipnja 1941. godine odluku o formiranju Valjevskog partizanskog odreda i odred je formiran 11. srpnja. Ali je Žikica još ranije, zajedno s dr. Mišom Pantićem i Čedom Milosavljevićem, formirao Rađevsku partizansku četu i postao njen politički komesar. Sa svojom četom on je izveo prvu ustaničku akciju u Srbiji, 7. srpnja 1941. godine u selu Bela Crkva, kod Krupnja. Tada je pištoljem (nosio je dva pištolja na bokovima, kao i svi komesari iz španjolskog rata) ubio dva žandara - narednika Bogdana Lončara i kaplara Milenka Brakovića koji su došli ugušiti narodni zbor na kojem je Žikica održao antifašistički govor. Taj dan se u SFRJ smatrao početkom ustanka naroda Srbije protiv okupatora i slavio se kao Dan ustanka (Okružni sud u Šapcu donio je 2009. godine presudu o rehabilitaciji ove dvojice žandara). Žikica se kasnije sa svojom četom priključio Valjevskom partizanskom odredu u kojem je najprije obavljao dužnost zapovjednika, a potom političkog komesara bataljona. Poslije Prve neprijateljske ofanzive i povlačenja partizanskih jedinica u Sandžak, studenog 1941. godine, ostao je u zapadnoj Srbiji. S preostalim borcima sudjelovao je u borbama s daleko nadmoćnijim njemačkim i Nedićevim jedinicama. 
U siječnju 1942. godine postao je član stožera Grupe partizanskih odreda zapadne Srbije i sudjelovao u mnogim borbama: kod sela Ba i Planinca, kod Mionice, u selu Komiriću, kod Krupnja i okolini Valjeva. Tijekom veljače sudjelovao je u borbama južno od Valjeva, na planinama Maljenu i Povlenu. Poginuo je 13. ožujka 1942. godine u 27. ili 28. godini života, u borbi protiv četnika u selu Radanovcu, kod Kosjerića.
Ukazom Predsjedništva Antifašističkog vijeća narodnog oslobođenja Jugoslavije (AVNOJ), a na prijedlog vrhovnog zapovjednika JNA maršala Josipa Broza Tita, progašen je narodnim herojem 6. srpnja 1945. godine.